# Karaman

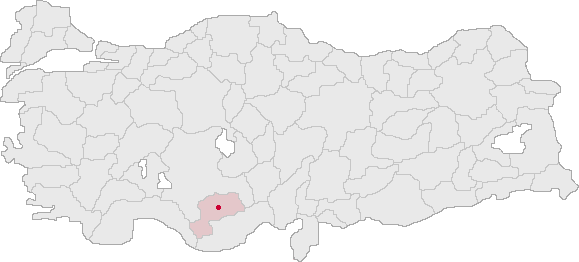
Współczesna turecka prowincja Karaman

Karaman – miasto w Turcji, centrum administracyjne prowincji Karaman.
Według danych na rok 2000 miasto zamieszkiwało 105 384 osób, a według danych na rok 2004 całą prowincję ok. 252 000 osób. Gęstość zaludnienia w prowincji wynosiła ok. 28 osób na km².